# Casa-fàbrica Josep Reig
|  | No s'ha de confondre amb Casa Josep Reig. |

La casa-fàbrica Josep Reig és un conjunt arquitectònic situat als carrers dels Vigatans, dels Mirallers i d'en Grunyí de Barcelona, del que l'edifici situat als dos primers carrers està catalogat com a bé cultural d'interès kocal.

## Història
A mitjans del segle xix s'hi establí la fàbrica de teixits de seda de Josep Reig i Bonet, que el 1854 va demanar permís per a instal·lar-hi una màquina de vapor i construir un nou cos d'edifici al carrer d'en Grunyí, segons el projecte de l'arquitecte Joan Nolla i Cortès.
Entre 1856 i 1863, Reig (que el 1860 va ser nomenat cavaller de l'Orde de Carles III) va fer construir una gran fàbrica de sederies prop de la masia de Cal Comte de Gràcia, on va traslladar la producció: «Vigatans, 8, José Reig é hijo, Fábrica de tejidos de seda de todas clases. Crespones. Pañolería de seda en general. Almacen de sedas de coser y de bordar, de todas clases y colores, y seda torcida, de la fábrica de hilados y torcidos de seda, sita en Gracia (extramuros).»

## Descripció
Es troba construït sobre una gran parcel·la de tendència quadrangular i consta de planta baixa comercial i quatre pisos. L'aparell general (tret dels dos darrers pisos, que semblen remuntes posteriors) consisteix en petits carreus escairats i bastant regulars, amb una disposició ben ordenada. Actualment, l'encintat sobre aquest parament li confereix l'aparença d'un aparell de mida més gran.
La façana principal al carrer dels Vigatans, conserva alguns elements típics d'una construcció dels segles xv o xvi, com el gran portal adovellat, les finestres coronelles i l'aparell constructiu emprat. No obstant, l'alçada actual de l'immoble, els arcs escarsers i els balcons s'han de centrar cronològicament més tard, potser durant els segles xvii i xviii.
A la planta baixa hi ha el gran portal d'accés, adovellat en arc de mig punt. Altres obertures, amb llinda de pedra, són un portal amb arc escarser, una tercera porta quadrangular i dues finestres allindanades. Per sobre, totes les plantes segueixen una estructuració similar. A tocar de la cantonada hi ha obertures petites amb llinda de pedra actualment emmascarada per arrebossats. La resta de les plantes compten amb obertures grans amb balcó amb un voladís pronunciat amb sòl de ceràmica vidrada. El treball de forja de les baranes és senzill. Cal destacar que a la primera planta, sobre la llinda dels balcons, hi observem restes de finestres coronelles gòtiques. Del mateix tipus, entre les altures del segon i tercer pis, hi ha una altra finestra similar, de característiques menors, a prop de la cantonada. Avui en dia es troba tapiada. Per acabar, cal destacar que els voladissos dels balcons del darrer pis són menors que els de la resta.

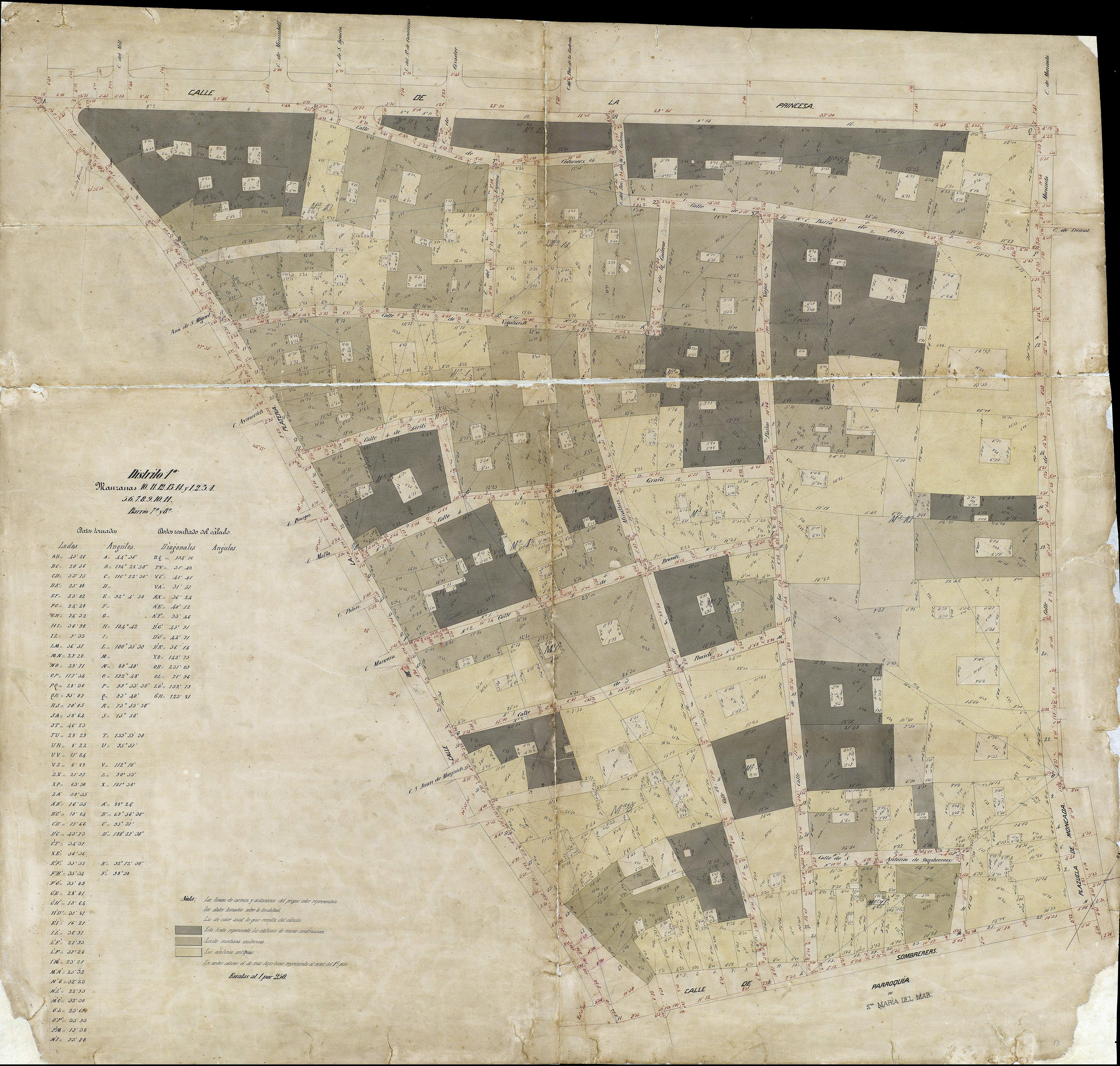
Quarteró núm. 13 de Garriga i Roca (c. 1860)